# 巴萨里亚
巴萨里亚（Basaria），是印度贾坎德邦丹巴德县的一个城镇。总人口3966（2001年）。

## 人口
该地2001年总人口3966人，其中男性2103人，女性1863人；0—6岁人口608人，其中男300人，女308人；识字率52.50%，其中男性为68.00%，女性为35.00%。